# ケルト諸語圏

ケルト諸語圏6つの地域:
アイルランド
スコットランド
マン島
ウェールズ
コーンウォール
ブルターニュ

ケルト諸語圏（ケルトしょごけん、英語: Celtic nations）は、北ヨーロッパおよび西ヨーロッパにおいて、ケルト語派の言語がかつて話されていた、あるいは、今も残る地域を指す名称である。
ケルト諸語が認識される6つの地域は、ブルターニュ（Breizh、ブレイス）、コーンウォール（Kernow、ケルノウ）、アイルランド（Éire、エーレ）、マン島（Mannin、マニン）、スコットランド（Alba、アルバ）、ウェールズ（Cymru、カムリ）である。これらの地域の一部では、ケルト語系の言語が現在も話されているか、近代まで話されていた。スペイン北西部（ガリシア、アストゥリアス、カンタブリア）、ポルトガル（ミーニョ、ドウロ、トラス・オス・モンテス。いずれもガリシア州と接する山間地帯）が、地域の独自の文化を理由にここに加えられることがある。
これらのケルト語は、互いに通じない言語であり、これらの地域に、｢ケルト文化圏｣と言えるような類似の文化圏を築いていたわけではない。言語と文化がイコールで結ばれることは近年疑問視され、言語以外にこういった枠組みがあることは学術的に否定されている。

## ケルト語系が話されている6つの地域
6つのそれぞれの地域の一部で、ケルト語派の言語が話されていた、または、残存している。アイルランド、スコットランド、ウェールズ、ブルターニュには今でも母語話者が存在するが、コーンウォールとマン島においては死語となった。しかし近年、言語復興の動きがあり、成人層によるこれら言語の採用を促し、母語話者の人数を増やしている。アイルランド語は、19世紀末から言語復興運動や数々の政策にもかかわらず、大きな成果がみられないまま、消えていくのは確実視されている。
アイルランド、ウェールズ、ブルターニュ、スコットランドといった地域には、こういった言語を日常的に話す地域がある。こうした地域はアイルランドにおいてはゲールタハト（Gaeltacht）、ウェールズにおいてはア・ヴロー・ガムラーイグ、ブルターニュにおいてはブレイス・イゼル（フランス語ではバス＝ブルターニュ）と呼ばれる。一般的にこうしたケルト語派言語を話す地域は国の西部や高地、島嶼部に多い。スコットランドでいうケーアルタハク（Gàidhealtachd）は、英語の話されるロウランドと区別されたいわゆるハイランド全体を指すことがあり、実際、ゲール語を話さない地域も含んでいる自治体ハイランド・カウンシル・エリアのゲール語名として採用されている。ゆえに、ゲール語を話す地域の名称を指す際に、より具体的なスキール・ケーリク（sgìre Ghàidhlig、ゲール語を話す地域の意味）が用いられることもある。
ウェールズにおいて、ウェールズ語は全児童の必修科目となっている。さらに、ウェールズの学童の20％が、ウェールズ語で全授業を行う学校に進学する。アイルランド共和国では、学童全員がアイルランド語を中等学校を修了するまでに三大科目の1つとして学ぶ。初等教育の7.4％は、ゲールスコル運動の一環として整備された、アイルランド語で教育を行う国立の小中一貫校を通じて行われている。
イベリア半島北部の一部、特にアストゥリアス州、ガリシア州、ポルトガル北部は、現代ケルト諸語圏の1つに数えられることがある。これは、スペインやポルトガルの他の地域とは異なる、地域の独自文化によるところが大きい。これら地域の伝統音楽ではバグパイプが用いられる。ガリシアやアストゥリアス出身のこうしたミュージシャンたちは現在はケルト音楽祭に参加している。ポルトガル北部、かつての古代ガラエキアの一部（現在のガリシア、ミーニョ、ドウロ、トラス・オス・モンテス）も、ガリシアと似た伝統を持っている。しかし、前述の6カ国とは異なり、イベリア半島北部ではおそらく中世初期以降、全くケルト語は消滅している。
下表はそれぞれの地域の人口、およびケルト語派言語の話者人口を示している。ケルト諸語圏に居住する総人口は18,584,000人、このうちケルト語派言語の話者人口はおよそ2,882,100人である。
| 国名           | ケルト語名          | 話される言語                        | 分類2 | 住民                                | 人口      | ケルト語話者数 | 人口に占める割合                    |
| -------------- | ------------------- | ----------------------------------- | ----- | ----------------------------------- | --------- | --- | ----------------------------------- |
| 1 アイルランド | Éire                | アイルランド語 (Gaeilge)            | G     | アイルランド人 (Éireannaigh, Gaeil) | 6,260,000 | 共和国: 1,774,437 北アイルランド: 167,000                                                                                   | 共和国: 41.4% 北アイルランド: 10.4% |
| ウェールズ     | Cymru               | ウェールズ語 (Cymraeg)              | B     | ウェールズ人 (Cymry)                | 3,000,000 | 750,000+ total: — ウェールズ: 611,000 — イングランド: 150,000 — アルゼンチン: 5,000 — アメリカ合衆国: 2,500 — カナダ: 2,200 | 21.7%                               |
| ブルターニュ   | Breizh              | ブルトン語 (Brezhoneg)              | B     | ブルトン人 (Breizhiz)               | 4,300,000 | 206,000 | 5%                                  |
| スコットランド | Alba                | スコットランド・ゲール語 (Gàidhlig) | G     | スコットランド人 (Albannaich)       | 5,000,000 | 92,400 | 1.2%                                |
| コーンウォール | Kernow              | コーンウォール語 (Kernowek)         | B     | コーンウォール人 (Kernowyon)        | 500,000   | 2,000 | 0.1%                                |
| マン島         | Mannin Ellan Vannin | マン島語 (Gaelg)                    | G     | マン島人 (Manninee)                 | 84,000    | 1,700 | 2.2%                                |

- 1アイルランド共和国の国旗は、アイルランド全体を表すものとしてケルト連盟で使用されている。
- 2G:ゲール語（ゴイデル語）、B:ブリソン語。

| (英語)           | アイルランド語 (Gaeilge) | スコットランド語 (Gàidhlig) | マンクス語 (Gaelg)  | ウェールズ語 (Cymraeg) | コーンウォール語 (Kernowek) | ブルトン語 (Brezhoneg) |
| ---------------- | ------------------------ | --------------------------- | ------------------- | ---------------------- | --------------------------- | ---------------------- |
| Ireland          | Éire                     | Èirinn                      | Nerin               | Iwerddon               | Iwerdhon                    | Iwerzhon               |
| Scotland         | Albain                   | Alba                        | Nalbin              | yr Alban               | Alban                       | Alban/Skos             |
| Mann Isle of Man | Manainn Oileán Mhanann   | Manainn Eilean Mhanainn     | Mannin Ellan Vannin | Manaw Ynys Manaw       | Manow Enys Vanow            | Manav Enez Vanav       |
| Wales            | an Bhreatain Bheag       | a' Chuimrigh                | Bretyn              | Cymru                  | Kembra                      | Kembre                 |
| Cornwall         | an Chorn                 | a' Chòrn                    | y Chorn             | Cernyw                 | Kernow                      | Kernev-Veur            |
| Brittany         | an Bhriotáin             | a' Bhreatainn Bheag         | y Vritaan           | Llydaw                 | Breten Vian                 | Breizh                 |
| Great Britain    | an Bhreatain Mhór        | Breatainn Mhòr              | Bretyn Vooar        | Prydain Fawr           | Breten Veur                 | Breizh Veur            |
| Celtic nations   | náisiúin Cheilteacha     | nàiseanan Ceilteach         | ashoonyn Celtiagh   | gwledydd Celtaidd      | broyow keltek               | broioù Keltiek         |
| Celtic languages | teangacha Ceilteacha     | cànain/teangan Cheilteach   | çhengaghyn Celtiagh | ieithoedd Celtaidd     | yethow keltek               | yezhoù Keltiek         |

## ケルト語話者としてのアイデンティティー

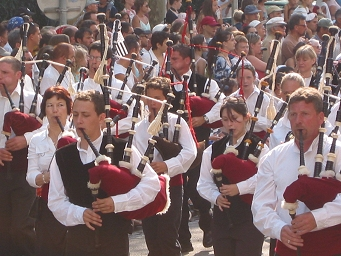
ロリアン国際ケルトフェスティバルで行進するバグパイプ奏者たち

各地域の関係は、近代になってから、言語、文化、スポーツといった多くの分野で活発になった。その多くは、フェスなどを通じた商業目的である。それまでは、ケルト語諸国間で、ケルト語を話す者同士としての交流は特になかった。現代の学者の間では、地域間の緊張を生んだり、排外的であったり、新たな民族主義ではないかと警戒されている。
ケルト連盟は国際的な政治組織で、ケルト諸語圏の政治、言語、文化、社会的権利の社会運動を行っている。
民族主義の高まりの中で、1917年に設立されたケルト協議会は非政治組織で、言語の使用促進、人的交流の維持、各国間の関係を密接にすることを目的とする。
これらの地域の文化を祝う祭典には、ブルターニュのロリアン国際ケルトフェスティバル、アイルランドのパン・セルティック・フェスティバル、ウェールズのアイステズヴォッド、キューバのセルトフェスト、オーストラリアのナショナル・セルティック・フェスティバル、ケルト諸語圏で作られたテレビ番組や映画を紹介するセルティック・メディア・フェスティバルなどがある。
ケルト諸語圏の音楽祭には、グラスゴーのセルティック・コネクションズ、そしてストーノーウェイのヘブリディアン・ケルティック・フェスティバルがある。新大陸への移住が行われたため、スコットランド・ゲール語の方言（カナダ・ゲール語）がノバスコシア州のケープ・ブルトン島で一部の人々の間で話されている。一方で、アルゼンチンのチュブ州にあるウェールズ人入植地でウェールズ語が話されている。したがって、ロリアンのフェスティバルにおいては、ガラエキア、アストゥリアス、ケープ・ブルトン島を「9か国あるケルト諸語圏のうち3か国」とみなしている。
ラグビーユニオンのプロ12、陸上競技のセルティック杯、サッカーのセルティック杯といったスポーツ分野において、ケルト諸語圏間の競技会が開催されている。
1995年から2007年までの急激な経済成長期のアイルランド共和国は、国の別称として「ケルトの虎」のフレーズが用いられた。アイルランドと同様の経済成長をスコットランドで達成しようとする憧れから、スコットランド政府首相アレックス・サモンドは、2007年にスコットランド経済を「ケルトのライオン」になぞらえた自らの理念を設定した。

## ケルト語派
これらの地域とそこに住む人々を指す「ケルティック・ネイションズ（Celtic nations）」という名称は、18世紀の学者ジョージ・ブキャナンやエドワード・ロイドの言語学研究より派生した。ロイドは学芸員助手、その後オックスフォードのアシュモレアン博物館の学芸員（1691年-1709年）として、17世紀後半から18世紀初頭のグレートブリテン島、アイルランド島、ブルターニュを広く旅した。彼はブルターニュ、コーンウォール、ウェールズの言語の類似性に注目し、これらをPケルト語またはブリソン諸語と呼んだ。それらに対してアイルランド、マン島、スコットランドの言語はQケルト語またはゴイデリック語と呼んだ。これら6つの島嶼ケルト語に関する調査をまとめて『ブリテン考古学：言語と歴史』（Archaeologia Britannica）を1707年に出版した。この中でロイドは、起源言語は鉄器時代にガリア人（古代ギリシャおよびローマの作家たちがケルト人と呼んでいた）が話した大陸ケルト語の子孫であると結論づけた。ケルト語派としてこれら分野の言語を定義し、そこに住む人々やこれら言語を話す人々もケルト人とされたのは、このように実は、近世になってからである。このようなロイドの見方には現代の研究からは科学的でなく、ケルト語派（Celtic）という用語と派生、及び分類については現在では見直しが進んでいる。

## 古代ケルトと考えられていたエリア

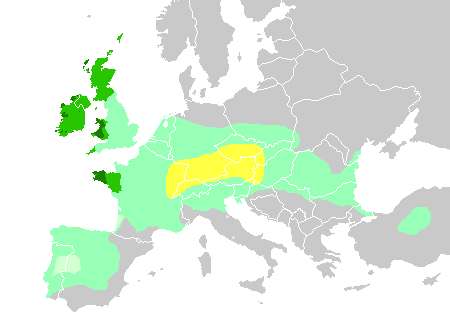
ヨーロッパのケルト人、過去と現在:
ケルト語派がが広く話される
ケルト諸語圏と一般的に認識される6地域
紀元前3世紀におけるケルトの影響が及んだ最大の図
紀元前6世紀、ハルシュタット文化の及んだ地域

鉄器時代のヨーロッパで、古代ケルト人は大陸の西部大半や中央部、そして東部の一部、中央アナトリアにまで勢力を伸ばした。
大陸にはもはや生きたケルト語派言語を保っている地域はなく、普通いわゆるケルト諸語圏に含まれることはないが、これらの国の一部では、「ケルトのアイデンティティー」が引き金となって20世紀の民族運動が起こっている。

### イベリア半島

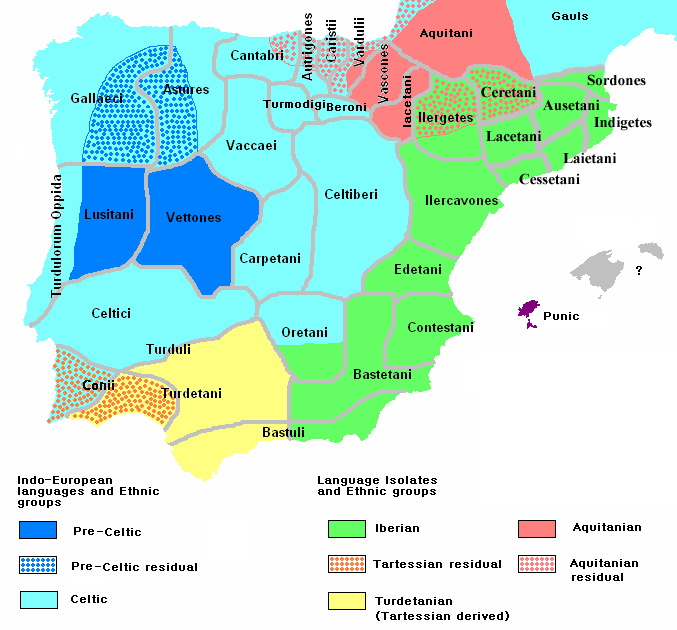
紀元前200年頃のイベリア半島.

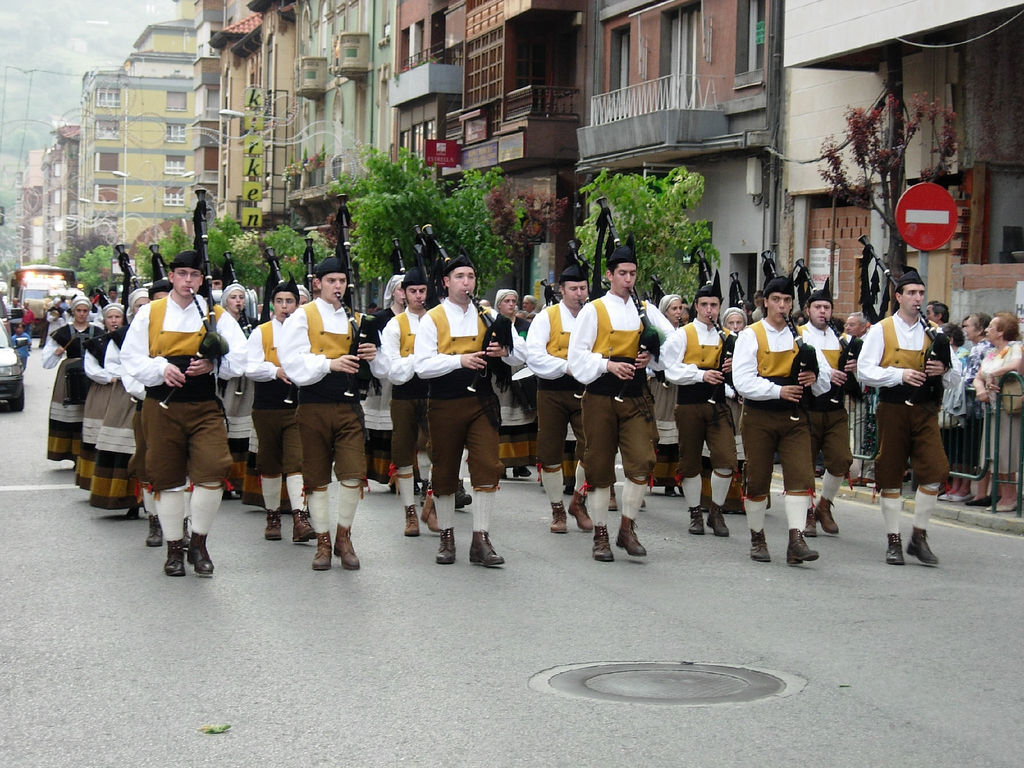
バグパイプ（ガイタ）を演奏する人々、アストゥリアス

イベリア半島、特にかつてのガラエキア（現在のガリシア州や、ポルトガルのブラガ地方、ヴィアナ・ド・カステロ地方、ドウロ地方、ポルト、ブラガンサ地方。スペインのアストゥリアス州、レオン地方、サモーラなど）は、ケルト文明の影響を強く受けた地域である。
ローマ人によってケルトには、ガラエキ族、ブラカリ族、アストゥレス族、カンタブリ族、ケルティシ族、そしてケルティベリア人がいた。ルシタニア人は一部の学者がケルト人に分類するか、少なくともケルト化していると定義しているが、明らかに非ケルト語派ではないルシタニア語の碑文が残っている。現在のガリシア人、アストゥリアス人、カンタブリア人、そして北ポルトガルの人々は独自の伝統やアイデンティティーを主張する。ヨーロッパでかつてケルトであった国を特定することは難しい。なぜならローマ時代にイベリア半島のケルト語派言語は消滅してしまい、地名や言語、古典文学、民間伝承、音楽のなかで独特なものを指しているに過ぎない。後期の文化的影響は、5世紀、アングロ・サクソン人の侵攻から逃れてガリシアにたどり着いた、ローマ化されたブリトン人の植民によるものである。
中世アイルランド語で書かれた10世紀の歴史書『アイルランド来寇の書（Lebor Gabála Érenn）』では、ガラエキアについて、「アイルランドを征服するためガラエキアのケルト人は海を渡った」という記述がある。

### イングランド

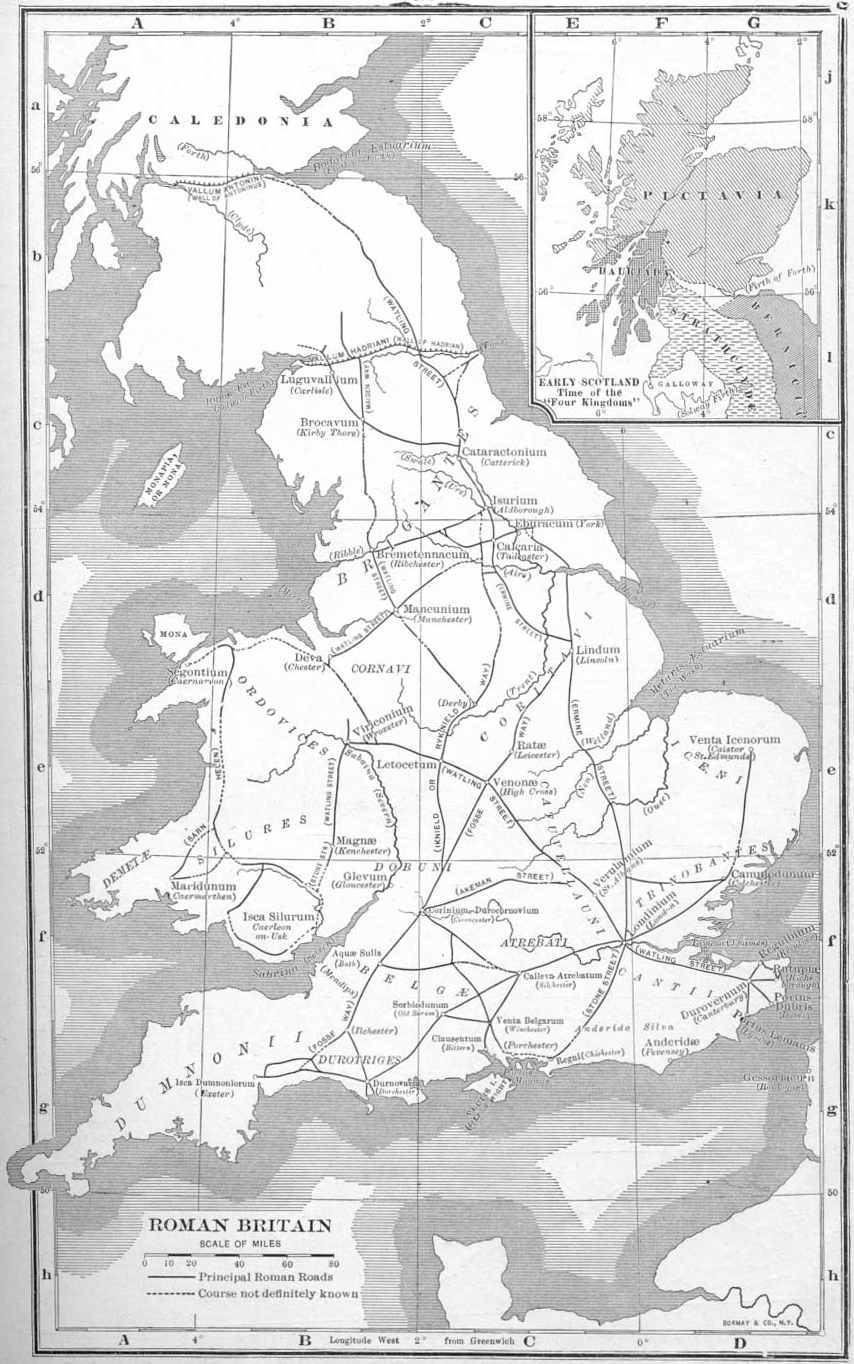
ローマ支配下ブリテンの主要な定住地

ケルト語派言語において、イングランドは常にサクソン人の土地（Sasana, Pow Sows, Bro-Saozなど）、ウェールズ語ではLloegr（英語に翻訳するとサクソン人のルートも意味する。イングランド住民をSaesneg、Saeson、単数形Saesと呼んできた）と言われてきた。スコットランド・ゲール語の穏やかな言い回しだが軽蔑的な用語に、Sassenach（サクソン人）という上記の発祥と同じものがある。しかし、話し言葉としてのカンブリア語はおよそ12世紀まで生き残り、コーンウォール語は18世紀まで話されていた。そしてウェールズとイングランドの国境地帯であるウェルシュ・マーチ（現在のヘレフォードシャー）内でのウェールズ語は19世紀まで話されていた。カンブリアそしてコーンウォールは両者とも文化において伝統的にブリソンである。この地域でのアングロ・サクソン植民地は歴史的に小さかった。イングランド成立後しばらくの間、コーンウォールには独立した国家、コーンウォール王国が存在した。そしてカンブリアは元々はノーサンブリア王国の中で多くの自治権を保持していた。アングル人のノーサンブリア王国とカンブリア人のカンブリア王国の統一は、ノーサンブリア王オスヴィウと、アングル人の存在がわずかしかない、レゲドの女王Riemmelthの政略結婚で成立したものだった。
過去2世紀にわたって、グレートブリテン内の異なる地方間の人口移動は、産業を発展させ、別荘地所有権の成長など生活様式を変化させた。そして、コーンウォール沖にある、特にコーンウォール文化が保存されコーンウォール自治運動が十分に確立されている、シリー諸島を含むケルト語派言語地域の人口統計が、大幅に修正された。。
ブリソン諸語とカンブリア語の地名の名残は、時々イングランド中で点状に見られるが、イングランド東部より西部、歴史的なケルト地域であるコーンウォールとカンブリアで主としてより一般的に見つけられる。砦を意味するcaerの要素はカンブリアの都市カーライルの名に含まれるし、丘を意味するpenはペンリスの町の名に、岩を意味するcraigはハイ・クラッグに見いだせる。カンブリアという名称は、ウェールズ語で「ウェールズ」そのものを意味するカムリ（Cymru）と同じ語源（「仲間の土地」）から派生している。

### かつてのガリア

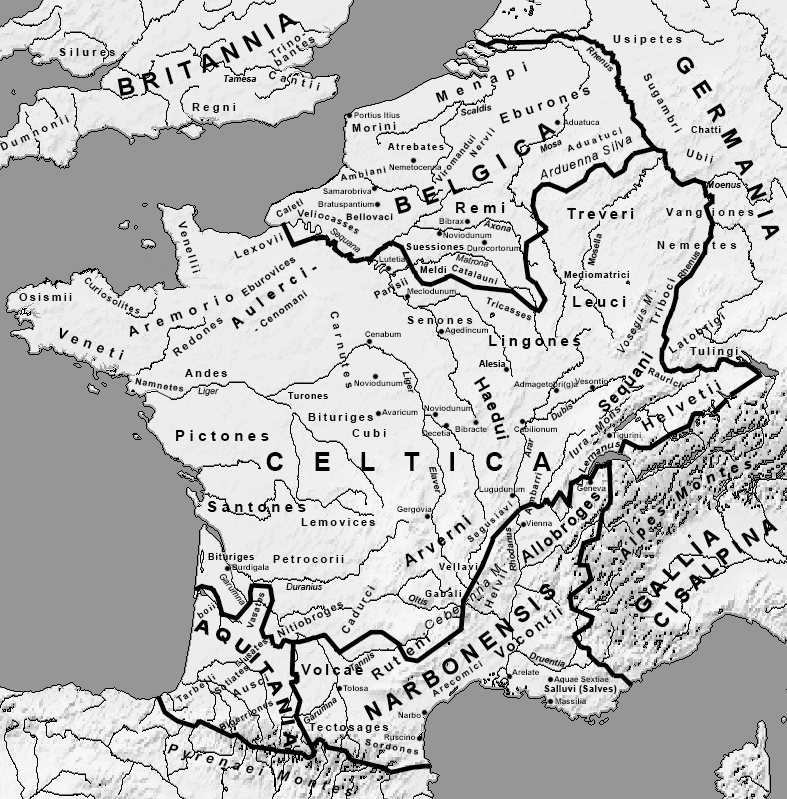
紀元前54年頃のガリア

近世の考古学ブームによって、代ガリア人に共思いをはせるフランス人もいるそしてガリア人がケルト語を話し、ケルトの生活様式を営んでいたこというファンタジーは広く受け入れられた。フランス国内では、「ゴールの人々」を意味するゴーロワ（Gaulois）という一般的なニックネームは、外国にルーツを持つ人々との違いを際立たせるために「フランス人の血脈」を意味する名称としてよく用いられる。
フランス語およびアルピタン語を話すイタリアのアオスタ谷の人々も、近代になってルトの系統であることを主張する。地域政党である北部同盟は、北イタリア全土またはパダーニア全土がケルトのルーツを持つことをしばしば称主張する。フリウーリもケルトの都市であるという主張をしているが、根拠は薄い。
ベルギーのワロン人もまた、特にテウトネス族系のフランデレン人やラテン系のフランス人アイデンティティとの対比をするために、ケルト人の出自を取り上げることがある。ガリア＝ケルト人の末裔と捉えるフランス人とは異なり、彼らはゲルマン＝ケルト人であると考えていることになる。
民族グループとしてのワロン人（Walloon）は、ウェールズ人（Welsh）やヴラフ人（Vlach）と同じく、ゲルマン祖語で「よそ者」を意味する*Walhazから派生している。ベルギーの名称は、ケルトの一部族ベルガエに由来するが、おそらくこれはアイルランド神話に登場する一部族フィル・ヴォルグと関連している。

### ヨーロッパ中央部・東部
かつてケルトとされていた地域は、現在のドイツ南部、オーストリアにまたがる。多くの学者たちが、ハルシュタット文化と初期のケルト人たちを関連付けていたが、空想の域を出ず、歴史の見直しが行われている。 。ボイイ族、スコルディスキ族、そしてウィンデリキア族は、ドイツやオーストリアと同様に現在のスロバキア、セルビア、クロアチア、ポーランドそしてチェコ共和国を含む中央ヨーロッパに定住していた部族の一部である。ボイイ族の名はボヘミアの語源となった。ボイイ族は現在のプラハの地に都市をつくった。その遺跡の一部は観光地になっている。現代のチェコ人の間では、チェコ人はその多くが後世に侵攻してきたスラヴ人の子孫であるのと同様にボイイの子孫であると主張がなされている（チェコ人の土地に住む歴史的ゲルマン人も同様の主張をする）。この主張は政治的なものではないだろう。セミノによる2000年の調査において、チェコスロバキアの男性の35.6％が、Y染色体のハプログループR1b（R-M343）を持っていた。このハプログループR1b（R-M343）はケルト人の間では普通だが、スラヴ人の間ではまれである。現代のセルビアではケルト人の存在ははるか北部（少なくともハンガリー領ヴォイヴォディナを歴史的に含む）に限定されているものの、ケルト人は現在のベオグラード近郊にシンギドゥヌム（en）のまちもつくった。現代のトルコ共和国の首都アンカラは、かつてアナトリア半島中央部におけるケルト文明の中心であった。ケルトの存在はアンカラを含む地方名、ガラティアの名を与えている。現代のスイスの地方にちなみ名付けられたラ・テーヌ文化は、中央ヨーロッパの大部分にあったハルシュタット文化を引き継いだものである。

## 移住によるケルト語の広がり

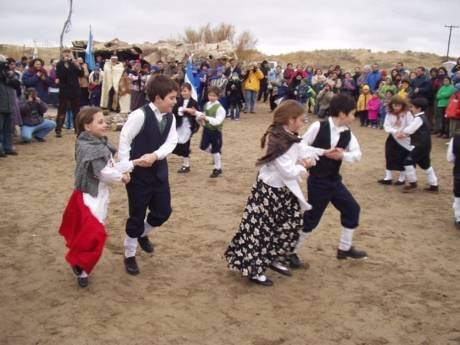
アルゼンチン、ラウソンの町で民族衣装を着て踊る、ウェールズ系の子供たち

カナダ、オンタリオ州タムワースにあるパーマネント・ノース・アメリカン・ゲールタハトは、アイルランド国外にある唯一のゲールタハトである。アルゼンチンのパタゴニア、チュブ州の谷にあるY Wladfaは、ウェールズ語を話す人々が暮らす。ノバスコシア州のケープ・ブルトン島には、ゲール語を話す人々がいる。そしてニューファンドランド島南東部には、アイルランド語を話す人々がいる。1900年代の一時点において、ルイス島出身のスコットランド・ゲール語話者12000人以上がケベック州のイースタンタウンシップスで生活していた。イースタンタウンシップスの地名は今現在もこれらの住民を思い起こさせるものとなっている。
アメリカの太いベルト地帯はケルト諸語圏からの移住者が集まる先となった。アイルランド語を話すアイルランド人のカトリック教徒は、東海岸の都市、ニューヨーク、ボストン、フィラデルフィアに集まった。一方でプロテスタントのスコットランド人やアルスター・スコッツは、アパラチアを含むアメリカ南部で特に顕著な存在であった。彼らのほとんどは、英語を母語とする英語話者となった。
エリザベス朝時代に広まった伝説では、マドック（Madoc）という名のウェールズのプリンスが12世紀後半の北アメリカに植民地をつくったというものがある。移住者たちは現地のインディアン部族と同化して、数百年の間ウェールズ語とキリスト教信仰を維持し続けたと物語は続く。しかし、マドックというプリンスが実在したという現代的な根拠はない。ペンシルバニア州の、ウェルシュ・トラクトとして知られる地域はウェールズ人のクエーカー教徒が入植したところで、いくつかの町は今もウェールズ語の名を冠している。19世紀、ウェールズ人移民たちがパタゴニアのチュバ川谷に到着し、Y Wladfaをつくった。現在、Y Wladfaのいくつかの町ではウェールズ語や、ウェールズ語の名がついたティーハウスが一般的である。ドラヴォンやトレレウはウェールズ移民の町である。
南アフリカの詩人ロイ・キャンベルは自伝の中で、ピーターマリッツバーグ近く、住民がゲール語とズールー語だけを話していたダーグル谷での子供時代を回想している。
ニュージーランドでは、オタゴ地方とサウスランド地方にスコットランド自由教会の信徒が移住した。この2つの地方の地名の多くが（ダニーディンやインヴァーカーギルといった主要都市やクラサ川といった主要河川のように）、スコットランド・ゲール語の名である。そして移民達の文化はこの地域で保存されている。